# Agbéyomé Kodjo
Agbéyomé Gabriel Kodjo (Tokpli, 12 ottobre 1954 – Tema, 3 marzo 2024) è stato un politico togolese.

## Biografia
Agbéyomé Kodjo nacque il 12 ottobre 1954 a Tokpli, un villaggio all'epoca facente parte del Togoland francese.
Fu Primo ministro del Togo dall'agosto 2000 al giugno 2002.
Dal giugno 1999 all'agosto 2000 fu Presidente dell'Assemblea nazionale.
Nel giugno 2002 venne allontanato dal ruolo di Capo del Governo dal Presidente Gnassingbé Eyadéma per averlo criticato. In seguito venne espulso dall'Assemblea nazionale per alto tradimento. Lasciò quindi il Paese per vivere in esilio in Francia. Nel 2002 il Governo del Togo emanò un mandato di arresto internazionale nei suoi confronti con l'accusa di corruzione, affermando che Kodjo fosse fuggito per evitare il processo.
A seguito delle contestate elezioni del giugno 2003, dichiarò che Eyadéma avesse effettivamente perso le elezioni, accusandolo di rimanere al potere tramite l'uso della forza e invitandolo ad ammettere la sconfitta e lasciare la politica, per risolvere i problemi politici del Paese e prevenire la guerra.
Nell'aprile 2005, dopo la morte di Eyadéma, ritornò in Togo, ma venne immediatamente arrestato per presunta appropriazione indebita di fondi durante il suo servizio come Direttore generale del porto di Lomé.
Si candidò nel 2007 alle elezioni per la presidenza della Federazione calcistica del Togo, risultando però sconfitto da Avlessi Adaglo Tata.
Nel 2010 si candidò con un nuovo partito alle elezioni presidenziali, ricevendo lo 0,9% dei voti.
Agbéyomé Kodjo morì a Tema, in Ghana, il 3 marzo 2024 per un attacco di cuore all'età di 69 anni.